# Synema suteri
Synema suteri es una especie de araña cangrejo del género Synema, familia Thomisidae, orden Araneae.

## Distribución
Esta especie se encuentra en Nueva Zelanda.

## Taxonomía
Fue descrita por Dahl en 1907.
Tratamiento taxonómico
La especie aparece registrada y publicada en Synaema marlothi, eine neue Laterigraden-Art und ihre Stellung in System. Mitteilungen aus dem Zoologischen Museum in Berlin 3(3): 369–395.